# Everything (Joe)
Everything è un album discografico del cantante statunitense Joe, pubblicato nel 1993.

## Tracce
1. The One For Me
2. I'm In Luv
3. All Or Nothing
4. It's Alright
5. If Loving You Is Wrong
6. What's On Your Mind
7. Finally Back
8. Get A Little Closer
9. I Can Do It Right
10. Everything
11. Baby Don't Stop

## Riferimenti
- Scheda di Everything su All Music Guide